# Grupo FTSE
O Grupo FTSE é uma provedora britânica associada a índices de bolsas de valores, serviços e operações. Sua sede é em Londres, em Canary Wharf. O grupo foi criado em 2002.